# Reinhart Ahlrichs
Reinhart Ahlrichs (* 16. Januar 1940 in Göttingen; † 12. Oktober 2016 in Heidelberg) war ein deutscher theoretischer Chemiker.

## Leben
Ahlrichs studierte Physik an der Ludwig-Maximilians-Universität München sowie an der Georg-August-Universität Göttingen, an der er im Jahre 1965 sein Diplom machte. Im Jahre 1968 promovierte er bei Werner A. Bingel (1922–2011).
Von 1968 bis 1969 war Ahlrichs Wissenschaftlicher Mitarbeiter, beziehungsweise Assistent, von Werner Kutzelnigg (1933–2019) an der Universität Göttingen.
Als Post-Doktorand (Postdoctoral Fellow) bei Clemens C.J. Roothaan (1918–2019) arbeitete Ahlrichs von 1969 bis 1970 an der University of Chicago.
Nach einer Zeit als wissenschaftlicher Mitarbeiter von 1970 bis 1975 in Karlsruhe war Ahlrichs seit dem Jahre 1975 Professor für Theoretische Chemie an der Universität Karlsruhe und leitete nach 1998 eine Forschungsgruppe am Institut für Nanotechnologie. Seine Forschungsgebiete lagen in der Entwicklung und Anwendung von Methoden der Quantenchemie. Seine Arbeitsgruppe hat unter anderem das Programm TURBOMOLE entwickelt. 2008 wurde er emeritiert.

## Auszeichnungen
- Liebig-Denkmünze (2000) von der Gesellschaft Deutscher Chemiker
- Bunsen-Denkmünze (2000) von der Deutschen Bunsen-Gesellschaft
- Landesforschungspreis (2000) des Landes Baden-Württemberg
- Ehrendoktor der Humboldt-Universität zu Berlin (2015)

## Mitgliedschaften
- International Academy of Quantum Molecular Science (seit 1992)
- Heidelberger Akademie der Wissenschaften (ordentliches Mitglied seit 1991)
- Akademie der Wissenschaften zu Göttingen (korrespondierendes Mitglied seit 2008)[6]